# 양자생물학
양자생물학(量子生物學, 영어: quantum biology)은 고전 물리법칙으로는 정확하게 설명할 수 없는 생물학 분야에 양자역학과 이론화학을 적용하는 학문 분야이다. 근본적인 양자 상호작용에 대한 이해는 생물학적 시스템에서 다음 수준의 조직 특성을 결정하기 때문에 중요하다.
많은 생물학적 과정에는 에너지를 화학적 변환에 사용할 수 있는 형태로 변환하는 과정이 포함되며 본질적으로 양자역학적이다. 이러한 과정에는 광합성, 후각 및 세포 호흡과 같은 화학 과정에서 화학 반응, 빛 흡수, 들뜬 상태의 형성, 여기 에너지 전달, 전자 및 양성자 (수소 이온) 전달이 포함된다. 양자생물학은 계산을 사용하여 양자역학 효과에 비추어 생물학적 상호 작용을 모델링할 수 있다. 양자생물학은 생물학적 과정을 기본 물리학으로 환원함하여 설명할 수 있는 중요하지 않은 양자 현상의 영향에 관심이 있다. 그러나 이러한 효과는 연구하기 어렵고 추측일 수 있다.

## 역사
양자생물학은 대부분의 최근 연구가 이론적이며 추가 실험이 필요한 문제에 직면해 있다는 점에서 신흥 분야이다. 이 분야는 최근에야 많은 관심을 받았지만 20세기 내내 물리학자들에 의해 개념화되었다. 양자생물학이 의료계의 미래에 중요한 역할을 할 수 있다는 제안이 있었다. 양자물리학의 초기 개척자들은 생물학적 문제에 양자역학을 적용하는 것을 보았다. 에르빈 슈뢰딩거의 1944년 저서에서 생물학에 양자역학을 적용하는 방법에 대해 논의했다. 슈뢰딩거는 공유 화학 결합 구성에 유전 정보가 포함된 "비주기적 결정"이라는 아이디어를 도입했다. 그는 또한 돌연변이가 "양자 도약"에 의해 도입된다고 제안했다.

## 응용

### 광합성
광합성을 하는 유기체는 전자 여기 과정을 통해 빛 에너지를 흡수한다. 이 안테나는 유기체마다 다르다. 예를 들어, 박테리아는 고리 모양의 더듬이를 사용하는 반면, 식물은 엽록소 색소를 사용하여 광자를 흡수한다. 광합성은 세포가 사용 가능한 화학 에너지로 변환하는 전하를 분리하는 Frenkel 여기자를 생성한다. 반응 부위에 수집된 에너지는 형광이나 열 진동 운동으로 손실되기 전에 빠르게 전달되어야 한다.
녹색 황 박테리아의 FMO 복합체와 같은 다양한 구조는 안테나에서 반응 부위로 에너지를 전달하는 역할을 한다. 전자 흡수 및 전달에 대한 FT 전자 분광학 연구는 99% 이상의 효율을 보여준다. 이는 확산 모델과 같은 고전적인 기계 모델로는 설명할 수 없다. 대신, 1938년 초에 과학자들은 양자 일관성이 여기 에너지 전달의 메커니즘이라는 이론을 세웠다.
과학자들은 최근 제안된 에너지 전달 메커니즘에 대한 실험적 증거를 찾았다. 2007년에 발표된 연구에서는 -196°C(77K)에서 전자 양자 결맞음이  확인되었다고 주장했다.. 2010년의 또 다른 이론적 연구는 양자 결맞음이 생물학적으로 적절한 온도에서 300펨토초만큼 오래 지속된다는 증거를 제공했다(4 °C 또는 277K). 같은 해에 2차원 광자 에코 분광학을 사용하여 광합성 암호식물 조류에 대해 수행된 실험에서는 장기적인 양자 일관성에 대한 추가 확인이 이루어졌다. 이러한 연구는 진화를 통해 자연이 광합성의 효율성을 높이기 위해 양자 일관성을 보호하는 방법을 개발했음을 시사한다. 그러나 중요한 후속 연구에서는 이러한 결과의 해석에 의문을 제기한다. 단일 분자 분광학은 이제 정적 장애의 간섭 없이 광합성의 양자 특성을 보여 주며, 일부 연구에서는 이 방법을 사용하여 발색단에서 발생하는 핵 역학에 보고된 전자 양자 일관성의 특징을 할당한다. 예상치 못한 긴 일관성을 설명하기 위해 많은 제안이 나타났다. 한 제안에 따르면, 복합체 내의 각 사이트가 자체 환경 소음을 느끼면 전자는 양자 일관성과 열 환경으로 인해 국소 최소값에 머물지 않고 양자 보행을 통해 반응 사이트로 진행된다. 또 다른 제안은 양자 일관성과 전자 터널링의 속도가 전자를 반응 사이트로 빠르게 이동시키는 에너지 싱크를 생성한다는 것이다. 다른 연구에서는 복합체의 기하학적 대칭성이 반응 중심으로의 효율적인 에너지 전달을 선호할 수 있으며, 이는 양자 네트워크의 완벽한 상태 전달을 반영할 수 있다고 제안했다. 더욱이, 인공 염료 분자를 사용한 실험은 양자 효과가 100펨토초 이상 지속된다는 해석에 의문을 제기한다.
2017년에 원래의 FMO 단백질을 주변 조건에서 사용한 첫 번째 대조 실험에서는 전자 양자 효과가 60펨토초 이내에 씻겨 나가는 반면 전체 엑시톤 전달에는 몇 피코초 정도의 시간이 걸리는 것으로 확인되었다. 2020년에 광범위한 제어 실험 및 이론을 기반으로 한 검토에서는 FMO 시스템에서 오랫동안 지속되는 전자 일관성으로서 제안된 양자 효과가 유지되지 않는다는 결론을 내렸다. 대신, 수송 역학을 조사한 연구에서는 FMO 복합체에서 여기의 전자 모드와 진동 모드 사이의 상호 작용에 여기자 에너지 전달에 대한 반고전적, 반양자적 설명이 필요함을 시사한다. 즉, 단기적으로는 양자 일관성이 지배적인 반면 엑시톤의 장기적인 동작을 설명하는 데는 고전적인 설명이 가장 정확한다.

### DNA 변이
세포가 번식할 때마다 이러한 DNA 가닥을 복사해야 한다. 그러나 때로는 DNA 가닥을 복사하는 과정 전체에서 DNA 코드에 돌연변이나 오류가 발생할 수 있다. DNA 돌연변이에 대한 추론에 대한 이론은 Lowdin DNA 돌연변이 모델에서 설명된다. 이 모델에서 뉴클레오티드는 양자 터널링 과정을 통해 자발적으로 형태를 변경할 수 있다. 이로 인해 변경된 뉴클레오티드는 원래의 염기쌍과 쌍을 이루는 능력을 상실하고 결과적으로 DNA 가닥의 구조와 순서가 변경된다.
많은 원핵생물과 식물에서 이러한 결합은 DNA 복구 효소인 포토리아제에 의해 원래 형태로 복구된다. 접두사가 암시하듯이, 포토리아제는 가닥을 복구하기 위해 빛에 의존한다. 포토리아제는 보조 인자 FADH, 플라빈 아데닌 디뉴클레오티드와 함께 작동하면서 DNA를 복구한다. 포토리아제는 가시광선에 의해 흥분되어 전자를 보조인자인 FADH-로 전달한다. FADH- 이제 추가 전자를 보유하게 되어 결합을 끊고 DNA를 복구하기 위해 전자를 이합체에 제공한다. 이러한 전자 전달은 FADH에서 이합체로의 전자 터널링을 통해 이루어진다. 터널링의 범위는 진공에서 가능한 것보다 훨씬 크지만, 이 시나리오의 터널링은 "초교환 매개 터널링"이라고 하며 전자의 터널링 속도를 높이는 단백질의 능력으로 인해 가능하다.

### 효소 활성
효소는 전자 전달 사슬 에서 전자를 전달하기 위해 양자 터널링을 사용한다고 가정되었다. 단백질의 4차 구조가 생물학적 개체의 양자 터널링에 대한 두 가지 제한 요소인 지속적인 양자 얽힘 및 일관성을 가능하게 하도록 적응했을 가능성이 있다. 이러한 아키텍처는 전자 수송과 양성자 터널링 (보통 수소 이온, H+의 형태)을 통해 발생하는 양자 에너지 전달의 더 큰 비율을 설명할 수 있다. 터널링은 아원자 입자가 잠재적인 에너지 장벽을 통과하여 이동할 수 있는 능력을 말한다. 이 능력은 부분적으로 특정 물질이 측정 결과를 변경하지 않고는 별도로 측정할 수 없는 특성 쌍을 가지고 있다는 상보성의 원리에 기인한다. 전자나 양성자와 같은 입자는 파동-입자 이중성을 가지고 있다. 파동 특성으로 인해 물리 법칙을 위반하지 않고 에너지 장벽을 통과할 수 있다. 많은 효소 활동에서 양자 터널링이 어떻게 사용되는지 정량화하기 위해 많은 생물물리학자들은 수소 이온 관찰을 활용한다. 수소 이온이 전달되면 이는 세포 소기관의 1차 에너지 처리 네트워크에서 주요 요소로 간주된다. 즉, 양자 효과는 옹스트롬 (1Å) 정도의 거리에 있는 양성자 분포 지점에서 가장 일반적으로 작용한다. 물리학에서는 양자 요소(예: 입자)에서 거시적 현상(예: 생화학 )으로의 이동으로 인해 이 과정을 정의하는 데 반고전적(SC) 접근 방식이 가장 유용하다. 수소 터널링 외에도 연구에 따르면 양자 터널링을 통한 산화환원 센터 간 전자 전달이 광합성 및 세포 호흡의 효소 활동에 중요한 역할을 한다는 사실이 밝혀졌다(아래 미토콘드리아 섹션 참조). 예를 들어, 15~30Å 정도의 전자 터널링은 미토콘드리아의 복합체 I, III, IV와 같은 세포 호흡 효소의 산화환원 반응에 기여한다. 양자 터널링이 없으면 유기체는 성장을 유지할 만큼 빠르게 에너지를 변환할 수 없다. 양자 터널링은 실제로 입자 전달의 지름길 역할을 한다. 양자 수학에 따르면, 장벽 앞에서 장벽 반대편으로 입자가 점프하는 것은 장벽이 처음부터 존재하지 않았을 때보다 더 빠르게 발생한다.

## 같이 보기
- 생물학
- 양자역학
- 물리학